# Clastoptera secunda
Clastoptera secunda is een halfvleugelig insect uit de familie Clastopteridae. De wetenschappelijke naam van deze soort is voor het eerst geldig gepubliceerd in 1879 door Berg.